# Volkswagen Amarok

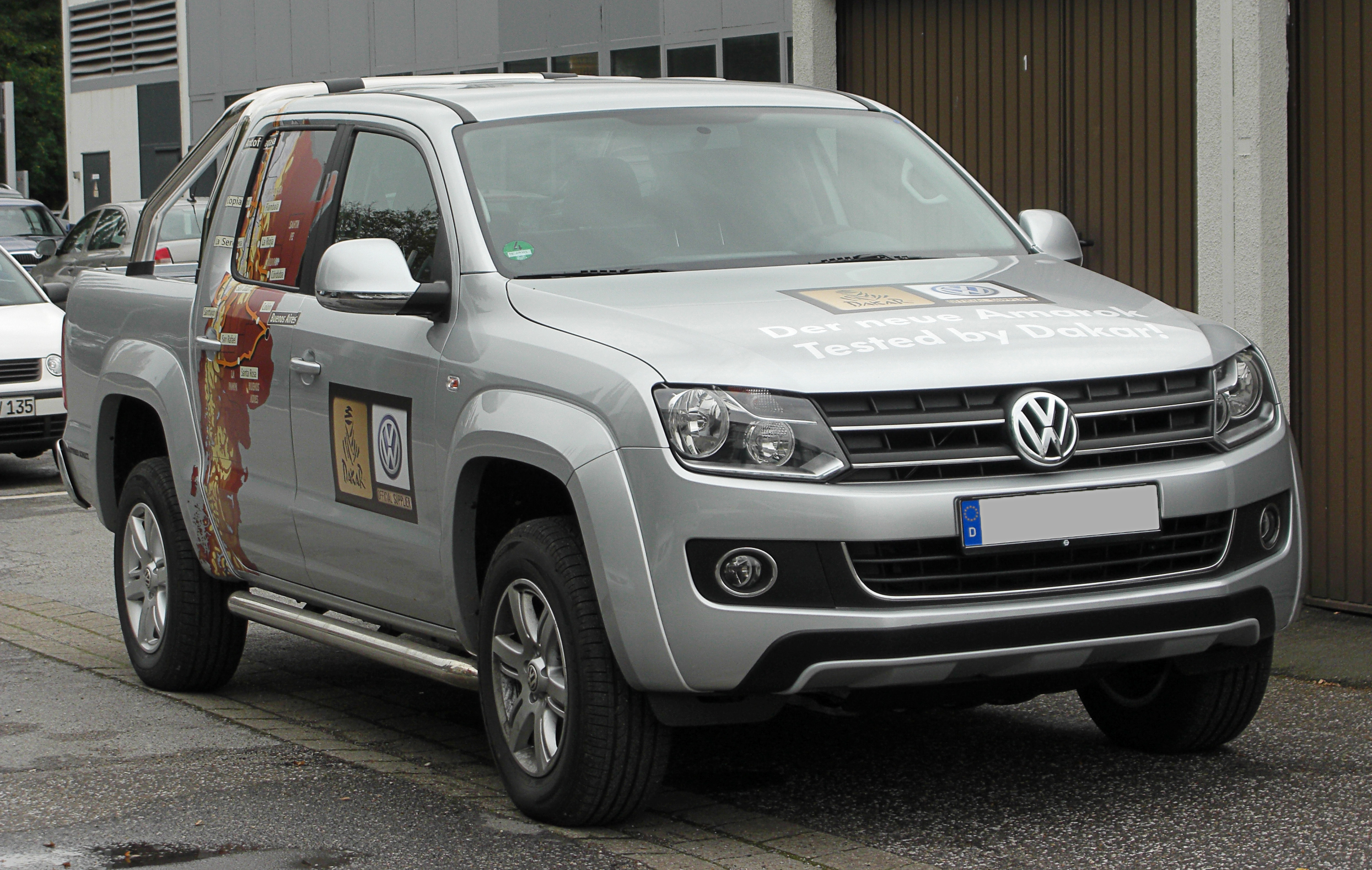

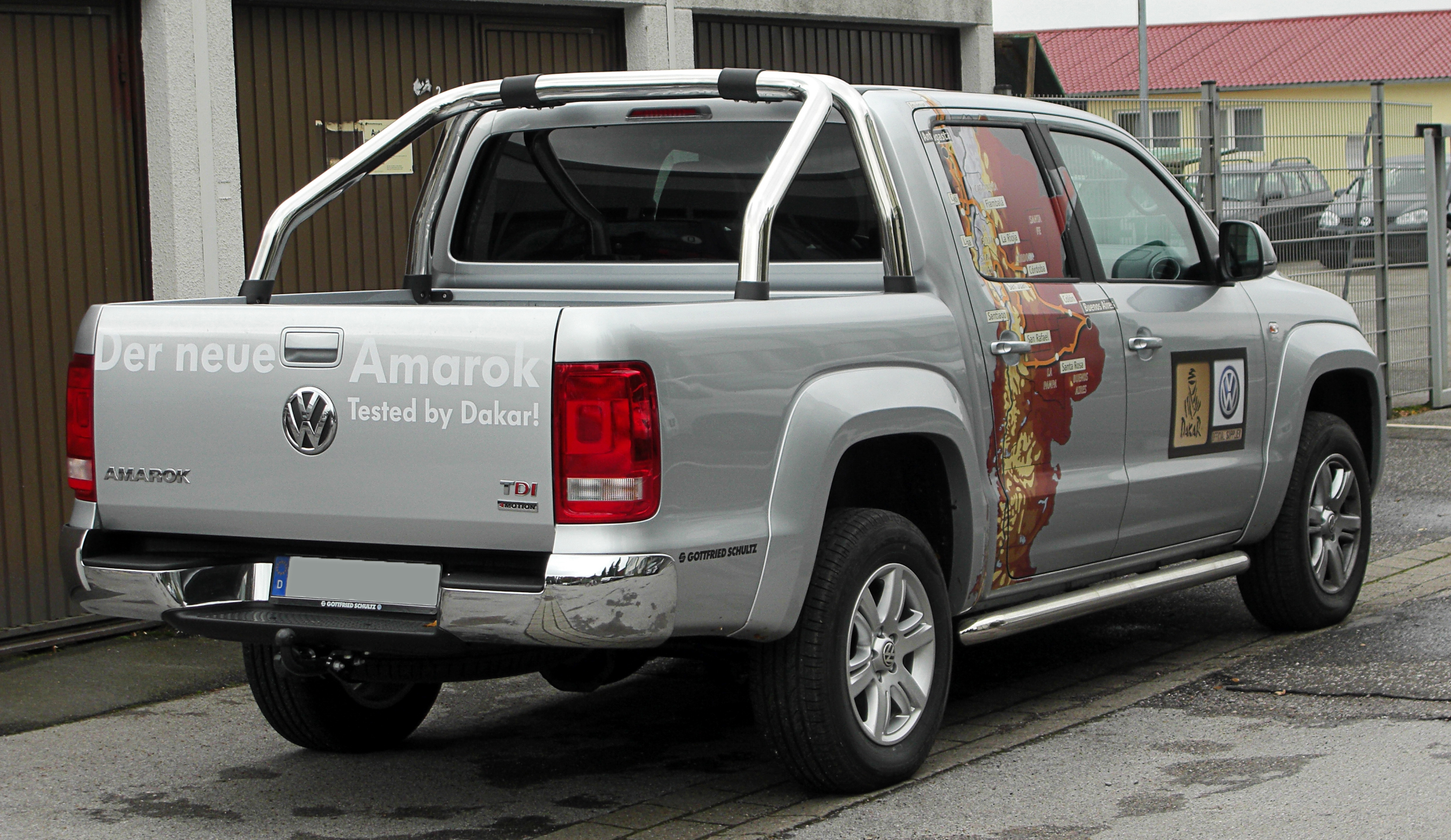

Volkswagen Amarok, modellbeteckning 2BH, är en ny transportbil som visades i München i februari 2010. Ordet Amarok är inuktitut och betyder varg.
Modellen är en mindre pickup, i två modellutföranden, enkelhytt och dubbelhytt. Den tillverkas med tre olika motorer, en bensin och två diesel, 6-växlad växellåda, permanent eller icke permanent inkopplad fyrhjulsdrift eller endast bakhjulsdrift. Den har stel bakaxel med bladfjädrar som kan erhållas med två olika fjädringskaraktäristiker. Den har framaxel med övre och undre a-bärarmar och krängningshämmare, bilens ram av typ "stege", kaross och lastplan helgalvaniserade, skruvade på ramen. skivbromsar fram och trumbromsar bak.
Modellerna kallas Basis, Trendline och Highline.
Lastplanet rymmer en eller flera Europapallar 1 200 mm på längden, mellan hjulhusen bredd 1 220,beroende på dubbelhytt flaklängd 1 555 mm, eller enkelhytt flaklängd 2 205 mm.
Max vikt på släp är 2800 kg.
I Sverige är det dieselmotorn, 2.0 l. 120 kW BiTDI (163Hkr.) med biturbo som kommer att säljas. Andra marknader får en bensinmotor och ytterligare en dieselmotor, dieseln med 2.0 l. 90kW TDI med VTG turbo. VTG = variabel turbin geometri.), bensinmotorn 2.0 l. 118 kW TSI.